# Шильдбах, Карл-Герман
Карл Герман Шильдбах (1 июня 1824, Лейпциг — 13 марта 1888, там же) — германский врач и медицинский писатель, один из основоположников ортопедической науки в Германии.

## Биография
Обучался в школе св. Николая и с 1843 года изучал медицину в Лейпцигском университете, в 1846 году перешёл в Гейдельбергский университет, где в 1848 году получил степень доктора медицины. В феврале 1849 года вернулся в Лейпциг и получил медицинскую практику. В 1850 году уехал в Российскую империю и сопровождал в качестве врача некоторых русских дворян в их зарубежных поездках. В 1852 году вернулся на родину, в 1853 году поселился в Данциге, где возглавил местный институт водолечения и гимнастики. С 1859 года, вернувшись в Лейпциг, состоял вице-директором ортопедической лечебницы Морица Шребера, возглавив её в 1861 году после смерти последнего; в 1862 году стал почётным гражданином Лейпцига, через некоторое время открыл частную клинику по лечебной гимнастике для богатых пациентов. В 1875 году габилитировался в Лейпцигском университете как специалист по лечебной гимнастике, а год спустя основал при этом университете и возглавил первую в стране ортопедическую поликлинику, которой руководил до 1885 года.
Был членом Лейпцигского гимнастического общества, Лейпцигского общества страхования жизни, Амстердамского медико-хирургического общества, масонской ложи. Активно пропагандировал гимнастику среди женщин, в политике был сторонником объединения всех германских государств под контролем Пруссии. Скончался в родном городе после непродолжительной болезни.
Его работы относятся к ортопедии и лечебной гимнастике. Главнейшие из них: «Die Scoliose» (Лейпциг, 1872); «Orthopädische Klinik» (там же, 1877); «Kinderstube-Gymnastik» (там же. 1880); «Die Schulbankfrage und die Kunze’sche Schulbank» (там же, 1869; 2-е издание — 1872).